# Костел в селі Мухавка
Костел в селі Мухавка (пол. Kościół w Muchawka) — культова споруда, римо-католицький храм (до 1944 року) в селі Мухавка Чортківського району Тернопільської області.

## Історія
Упродовж 1936-1938 років, на кошти родини Лянцкоронських, споруджено костел у стилі бароко в селі Мухавка.
Костел був освячений у 1938 році і став парафіяльною експозитурою парафії Внебовзяття Пресвятої Діви Марії села Ягільниця.
Костел діяв до 1944 року.
За радянських часів приміщення використовували як склад під хімікати, пізніше для зерна та картоплі.
Нині костел не діючий.
| Руїни костелу Пресвятої Трійці (1938, не діючий) | Руїни костелу Пресвятої Трійці (1938, не діючий) | Руїни костелу Пресвятої Трійці (1938, не діючий) | Руїни костелу Пресвятої Трійці (1938, не діючий) |
| ------------------------------------------------ | ------------------------------------------------ | ------------------------------------------------ | ------------------------------------------------ |
| Руїни костелу в селі Мухавка (1938, не діючий)   |                                                  |                                                  |                                                  |